# 伊俄尼得斯
伊俄尼得斯（希臘語：Ιωνιδες）是希腊神话中四位泉水宁芙的总称。她们是坐落在厄利斯的春之河流—库忒洛斯（Kytheros）的拟人化，人们认为她们的泉水能治疗伤痛。
对她们的崇拜相传为伊翁所倡始。她们的名字首次出现在保萨尼亚斯的《希腊志》中：
- 卡利法厄亚（Καλλιφαεια，Kalliphaeia / Calliphaea、“光耀”）
- 绪那拉西斯（Συναλλασις，Synallasis / Synallasis、“调和”）
- 珀伽厄亚（Πηγαια，Pêgaia / Pegaea、“春季”）
- 伊阿西斯（Ιασις，Iasis / Iasis、“治疗”）